# Christmas Carousel
| Оценки критиков               | Оценки критиков |
| Источник                      | Оценка          |
| ----------------------------- | --------------- |
| AllMusic                      | [ 2 ]           |
| Billboard                     | [ 3 ]           |
| Encyclopedia of Popular Music | [ 4 ]           |
| Records.Christmas             | [ 5 ]           |

Christmas Carousel — рождественский альбом американской певицы Пегги Ли, выпущенный в 1960 году на лейбле Capitol Records. Аранжировщиком альбома стал Билли Мэй. Автором нескольких песен выступила сама Ли.
Впоследствии песни из альбома переиздавались в различных альбомах и сборниках Ли, включая переиздание альбома под названием Happy Holiday 1965 года с тремя новыми песнями.

## Отзывы критиков
В журнале Billboard отметили, что в этом альбоме не будет привычной сексуальной Ли, однако он всё равно будет казаться очень привлекательным. Джон Палм из издания Records.Christmas написал, что Пегги Ли в альбоме так и не удалось совместить шарм и зрелость с неподдельным чувством тоски по прошлому, и в детских песнях, очищенных от подтекста, она кажется удивительно фальшивой.

## Список композиций
| №  | Название                             | Автор(ы)                   | Длительность |
| -- | ------------------------------------ | -------------------------- | ------------ |
| 1. | «I Like a Sleighride (Jingle Bells)» | народная                   | 2:03         |
| 2. | «The Christmas Song»                 | Мел Торме, Роберт Уэллс    | 2:19         |
| 3. | «Don’t Forget to Feed the Reindeer»  | Пегги Ли                   | 2:46         |
| 4. | «The Star Carol»                     | Альвред Бёрт, Уила Хьюстон | 2:35         |
| 5. | «The Christmas List»                 | Пегги Ли                   | 2:38         |
| 6. | «Christmas Carousel»                 | Пегги Ли                   | 2:26         |

| №                   | Название                        | Автор(ы)                    | Длительность |
| ------------------- | ------------------------------- | --------------------------- | ------------ |
| 1.                  | «Santa Claus Is Coming to Town» | Фред Кутс, Хейвен Гиллеспи  | 2:16         |
| 2.                  | «The Christmas Waltz»           | Сэмми Кан, Джул Стайн       | 2:55         |
| 3.                  | «The Christmas Riddle»          | Пегги Ли, Стелла Кастелуччи | 3:18         |
| 4.                  | «The Tree»                      | Пегги Ли                    | 1:41         |
| 5.                  | «Deck the Halls»                | народная                    | 2:10         |
| 6.                  | «White Christmas»               | Ирвинг Берлин               | 2:01         |
| Общая длительность: | Общая длительность:             | Общая длительность:         | 27:36        |